# Rejon kotelewski
Rejon kotelewski – jednostka administracyjna w składzie obwodu połtawskiego Ukrainy.
Powstał w 1923. Ma powierzchnię 900 km² i liczy około 22 tysięcy mieszkańców. Siedzibą władz rejonu jest Kotelwa. Na terenie rejonu, na brzegach rzeku Worskla znajduje się park im. Kowpaka o powierzchni 196 ha.
W skład rejonu wchodzą 1 osiedlowa rada oraz 8 silskich rad, obejmujących 37 wsi.